# Guo Zongying
Det här är en artikel om en person med kinesiskt personnamn; Guo är familjenamnet.
Guo Zongying (kinesiska: 郭宗英), född 14 februari 1999 i Dakoutun, är en kinesisk judoutövare.

## Karriär
Vid asiatiska spelen 2022 i Hangzhou, som arrangerades 2023, tog Guo brons i 48 kg-klassen. Vid olympiska sommarspelen 2024 i Paris blev hon utslagen i sextondelsfinalen i 48 kg-klassen av amerikanska Maria Celia Laborde.